# سيباستيان بيريز
سيباستيان بيريز (بالفرنسية: Sébastien Pérez)‏ (24 أكتوبر 1973 فرنسا - ) هو لاعب كرة قدم فرنسي يلعب كمدافع.

## روابط خارجية
- سيباستيان بيريز على موقع اتحاد تركيا (لاعب) (الإنجليزية)
- سيباستيان بيريز على موقع قاعدة بيانات كرة القدم.إي يو (الإنجليزية)
- سيباستيان بيريز على موقع ليكيب (الفرنسية)
- سيباستيان بيريز على موقع عالم كرة القدم.نت (الإنجليزية)